# Fasciatisporaceae
Fasciatisporaceae is een familie van schimmels uit de orde Xylariales.

## Taxonomie
De taxonomische indeling van de Fasciatisporaceae is als volgt:
Familie: Fasciatisporaceae
- Geslacht Fasciatispora